# La Dama Ibérica

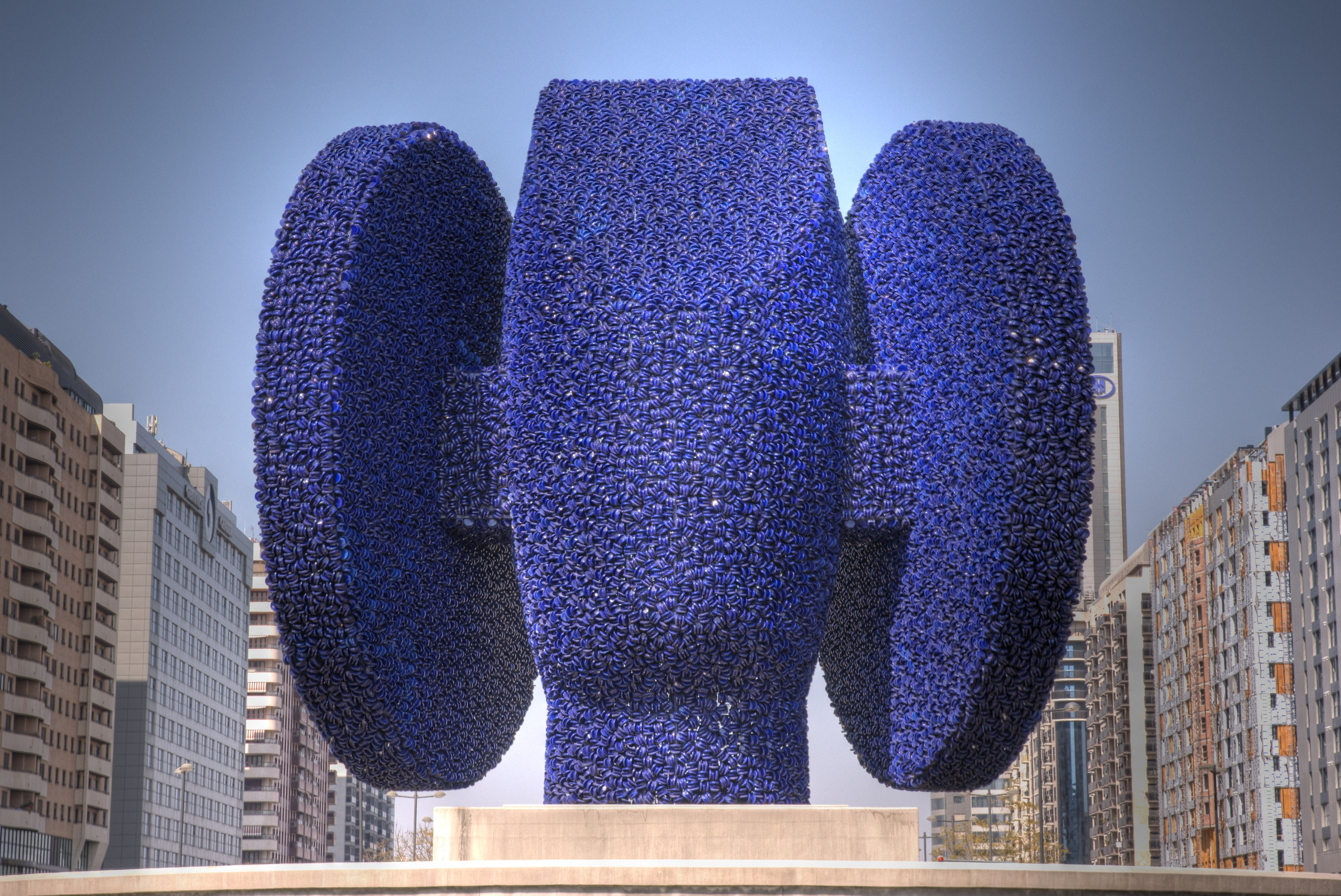
La Dama Ibérica

La Dama Ibérica är en spansk skulptur av Manolo Valdés i Valencia i Spanien.
La Dama Ibérica är gjord av 22.000 miniatyrskulpturer med samma motiv i kobaltblå keramik, vilka är monterade på en stålställning. Motivet kommer från iberiska skulpturer som La dama de Elche. Skulpturen är 18 meter hög och står i en fontän i rondellen i korsningen mellan Avenida de Cortes Valencianas och Calle de Safor i stadsdelen Benimámet norr om Valencias innerstad. Den invigdes 12 februari 2007. De ingående 25 centimeter stora keramikskulpturerna i miniatyr har gjorts av Valencia-konstnären Manuel Martin.
Projektet gick på ungefär 2,5 miljoner euro och bekostades av Valencias kommun och två privata företag. Manolo Valdés stod utan ersättning för den konstnärliga utformningen.